# Konstandinos Stefanópulos
Konstandinos Stefanópulos (en grec: Κωνσταντίνος Στεφανόπουλος) (Patres, 15 d'agost de 1926 - Atenes, 20 de novembre de 2016) fou un polític grec, que va ser el sisè president de la Tercera República Hel·lènica.
Stefanópulos va néixer a Patras, Prefectura d'Acaia. Després d'assistir a l'escola de Sant Andreu a la seva ciutat natal, va estudiar Dret a la Universitat d'Atenes. Va exercir com a advocat de 1954 fins a 1974 i com a membre del Col·legi d'Advocats de Patras.
El 1958 es va presentar per primera vegada a unes eleccions, amb la Unió Radical Nacional i va ser elegit com a membre del Parlament d'Acaia. Va ser reelegit per al mateix grup de la Nova Democràcia (ND) el 1974, 1977, 1981 i 1985. Va exercir de secretari de l'ND en el parlament i també com a portaveu parlamentari entre 1981 i 1985 d'aquest grup polític.
El 1974, Stefanópulos va ser nomenat Viceministre de Comerç en el govern d'Unitat Nacional de Konstandinos Karamanlís. Per a set anys va exercir diversos càrrecs ministerials en els governs de la Nova Democràcia: ministre de l'Interior de novembre de 1974 a setembre de 1976, Ministre de Serveis Socials de setembre de 1976 a novembre de 1977 i ministre de la Presidència de 1977 a 1981.
L'agost de 1985 es va retirar de la ND i el 6 de setembre d'aquell mateix any va formar la Renovació Democràtica (DIANA). Va ser elegit membre del Parlament Hel·lènic en les eleccions de 1989, continuà com a president de DIΑΝΑ, fins a la seva dissolució el juny de 1994.
En l'elecció presidencial de 1995, després d'haver estat nominat per la Primavera dels partits polítics conservadors i recolzats pel governant Moviment Socialista Panhel·lènic (PASOK), va ser elegit president de Grècia, el 8 de març de 1995. Es va convertir en el vuitè president des de la restauració del sistema democràtic de govern el 1974. Fou investit president en la segona votació amb 181 vots a favor del parlament, va ser reelegit president de Grècia el 8 de febrer de 2000, en la primera votació després de rebre 269 vots dels 298 diputats presents, i es va mantenir en el càrrec fins al 2 de març de 2005, quan va ser succeït per Kàrolos Papúlias.
Com a president va enfocar eficaçment temes d'actualitat grecs i internacionals. Durant la seva presidència, va ser sempre la figura pública més popular a Grècia.
Com a Cap d'Estat del país amfitrió, va declarar l'obertura oficialment de la XXVIII Olimpíada d'Atenes, el 13 d'agost de 2004. Durant els Jocs Olímpics del 2004, va convidar l'ex-rei Constantí II de Grècia al palau presidencial. Va ser el major reconeixement polític donat a l'antic rei des que va ser deposat el 1967.
Morí el 20 de novembre de 2016 a les 23:18h a l'Hospital Henry Dunant d'Atenes, als 90 anys. Va ser hospitalitzat tres dies abans després que patís de febre i severes dificultats respiratòries, que posteriorment van desembocar en pneumonia.

## Honors i premis
Stefanópulos va rebre molts premis honoraris i altes condecoracions de països estrangers. També va ser ciutadà honorífic de moltes ciutats gregues.
- Orde de l'Àliga Blanca (1996)
- Gran Orde del Rei Tomislav ("Per la seva contribució a la promoció de les relacions amistoses i desenvolupar la cooperació mútua entre la República de Croàcia i la República Hel·lènica." – 3 desembre 1998)
- Orde Daurada de la Llibertat (1999)[4]
- Gran Creu (o 1a Classe) de l'Orde de la Doble Creu Blanca (2000)[5]
- Gran Creu de Cavaller amb Cordó de l'Orde al Mèrit de la República Italiana (23 de gener 2001)
- Cavaller de l'Orde del Lleó d'Or de la Casa de Nassau[6]
- Gran Creu de Cavaller de l'Orde del Falcó (18 de setembre 2001)[7]
- Gran Creu de l'Orde de Sant Olaf (2004)
- Collar de l'Orde de la Creu de Terra Mariana
- Orde de les Tres Estrelles, 1a Classe
- Cavaller de la Reial Orde dels Serafins
- Faixa de l'Orde de l'Estrella de Romania
- Receptor d'una còpia de la clau de la ciutat de Tirana en ocasió de la visita d'Estat a Albània.[8]
- Orde Olímpic d'or